# Rafael Tolói
Rafael Tolói (Glória d'Oeste, 10 de outubro de 1990), é um futebolista brasileiro naturalizado italiano que atua como zagueiro. Atualmente joga pelo São Paulo.
Rafael começou sua carreira no Brasil, onde fez seu primeiro jogo pelo Futebol Profissional defendendo a camisa do Goiás – clube onde fez as Categorias de Base. Passado mais de 100 jogos, deixou o clube para assinar com o São Paulo, equipe que permaneceu por quatro temporadas e venceu a Sul-Americana em 2012.
Em 2014, deixou o Brasil para rumar à Itália em um contrato de empréstimo com a Roma. Mesmo após apenas cinco jogo, chamou a atenção da Atalanta, que o contratou no ano seguinte.
Em solo italiano, conquistou muito prestígio entre a torcida e os representantes da Azzurra. Seis anos depois de assinar com a Atalanta, foi convocado à Seleção Italiana para disputar a Eurocopa de 2020. Por lá, conseguiu conquistar o título com os companheiros.
Em 2024, depois de nove anos defendendo a equipe que chegou a capitanear, conseguiu venceu seu único troféu com o clube. Derrotando o Bayer Leverkusen de Xabi Alonso, o time da Itália causou a única derrota dos alemães naquela época e conquistaram a Liga Europa da UEFA de 2023–24. Em 2025, após dez anos e mais de 300 partidas, deixou a Atalanta como um ídolo.

## Carreira

### Goiás
Formado nas categorias de base do Goiás, Tolói estreou pela equipe profissional em 26 de março de 2008, atuando na vitória por 4 a 1 sobre a Jataiense pelo Campeonato Goiano.
Apesar de ter sido elogiado pelo então técnico do Goiás, Caio Júnior, Tolói só começaria a se firmar na zaga esmeraldina no ano seguinte, quando foi titular na campanha da conquista do Campeonato Goiano, tendo sido eleito melhor zagueiro e jogador-revelação do torneio.
Nesse mesmo ano, ele participou da conquista do Campeonato Sul-Americano Sub-20 com a seleção brasileira sub-20. Tolói foi ainda um dos destaques do Goiás no vice-campeonato da Copa Sul-Americana de 2010. Entretanto, naquele mesmo semestre o Goiás foi rebaixado no Campeonato Brasileiro. Como já havia acontecido no ano anterior (três cartões vermelhos e sete amarelos), Tolói foi o jogador esmeraldino que mais acumulou cartões (um vermelho e dez amarelos).
As boas atuações pelo Goiás e as convocações para as Seleções de Base, geraram especulações de sua transferência para vários clubes do Brasil e do exterior. O São Paulo, por exemplo, tentou contratá-lo algumas vezes, sem sucesso. "Logo que assumi o futebol, Tolói era um dos principais alvos, e desde então fui quatro ou cinco vezes para tratar de sua contratação", revelaria, em julho de 2012, o diretor de futebol são-paulino, Adalberto Baptista.
Em fevereiro de 2012, o jogador chegou a viajar para Porto Alegre, e lá ficou uma semana tratando de uma transferência para o Internacional que não se concretizaria. Segundo o Jornal da Tarde, o Goiás teria endurecido as negociações com clubes brasileiros por preferir negociar o zagueiro com o exterior.
Tolói seguiu como titular do Goiás nas primeiras rodadas da Série B, marcando dois gols, incluindo o gol da virada contra o Vitória, depois de o Goiás sair perdendo por 3 a 0. Três semanas antes ele tinha sido o autor do único gol na vitória sobre o CRB, a primeira do Goiás em mais de um mês.
Adalberto Baptista, entretanto, voltou a conversar com o Goiás na manhã de 5 de julho e acertou a contratação do zagueiro pelo São Paulo por cinco temporadas. Ele encerrou sua participação no time do goiano com 177 jogos disputados e 22 gols marcados.

### São Paulo
A diretoria considerou que algumas características do zagueiro, como a liderança e a personalidade dentro do campo, estavam em falta no restante do elenco. "O Rafael Tolói sempre demonstrou ser um jogador de futuro promissor e por isso há algum tempo chama a atenção de tantos clubes", explicou Baptista. "Estou muito satisfeito, pois foi uma negociação longa e em alto nível. Felizmente dessa vez deu tudo certo e estamos contratando um grande zagueiro".
Do lado do Goiás, o presidente João Bosco Luz frisou que tinha gostado do resultado da negociação: "Tentamos resistir ao máximo em fechar o negócio. Nossa intenção era fazê-la no fim do ano mas chegou um ponto em que já não dava mais para segurar. Posso dizer que a proposta estava dentro da expectativa do Goiás. Acho que uma negociação dessa natureza pode ser considerada boa para todas as partes."
"Essa cobrança em cima da defesa é normal", disse o zagueiro ao ser apresentado. "Sou um jogador de qualidade e sei que vou acrescentar ao grupo. Estou preparado e posso ajudar a melhorar esse aspecto. Vim num bom momento da equipe. Estou me sentindo bem fisicamente e me sinto renovado por chegar a um grande clube." Tolói inclusive ofereceu-se para estrear já no domingo, contra o Palmeiras, cinco dias após sua apresentação: "Sempre gostei de jogar clássicos. Estou só há quatro dias sem treinar, mas já fiz mais de trinta partidas no ano e não tive nenhuma lesão. Está nas mãos do Ney Franco, mas quero jogar."
Mesmo com Ney mudando o esquema do 3-5-2 usado pelo interino Milton Cruz para o 4-4-2 (o que significava um zagueiro a menos), Tolói foi o titular contra o Palmeiras, jogando ao lado de Rhodolfo, que elogiou seu novo parceiro: "É um zagueiro jovem mas com uma boa experiência." O jogo terminou empatado por 1 a 1 e o zagueiro cometeu um pênalti em Valdívia, que seria defendido pelo goleiro Denis. A estreia de Tolói não teve uma avaliação unânime. "Tolói teve uma estreia difícil", avaliou o jornal Diário de S. Paulo, que deu a ele nota 5. "Apesar de ter-se entendido bem com Rhodolfo, foi pivô do pênalti."
Já na avaliação do JT, não houve nada de positivo a se destacar, a não ser a esperança de melhora após entrosamento com o time: "Estreia longe do ideal. Nervoso em campo, exagerou na força com Valdívia no lance do pênalti. Quando pegar ritmo, vai melhorar a zaga." O diário esportivo Marca, por outro lado, gostou da atuação do zagueiro, a não ser no lance do pênalti, e deu nota 6: "O zagueiro fez uma estreia segura e melhorou a consistência da defesa tricolor. Vacilou apenas ao cometer pênalti em Valdívia de maneira boba. Ainda sente um pouco de falta de entrosamento."
No dia 25 de julho, no Serra Dourada, apesar da derrota por 4 a 3 do São Paulo para o Atlético Goianiense, Tolói marcou seu primeiro gol com a camisa tricolor, o último da partida, em um chute de fora da área, sem chances de defesa para o goleiro Márcio.
Campeão e responsável pela defesa de um time que não sofreu gols em casa durante toda a Copa Sul-Americana, Tolói, junto com outros dois companheiros, Lucas e Jádson, e o técnico Ney Franco, foi eleito para a seleção da competição.
Em 3 de agosto de 2013, ele fez o gol do título são-paulino na Eusébio Cup, na vitória tricolor sobre o Benfica por 2 a 0.

### Roma
Em 31 de janeiro de 2014, Tolói foi emprestado a Roma pelo restante da temporada de 2013-14 por uma taxa de € 500.000. A tranferencia foi acordada com uma opção de compra por um valor total de € 5,5 milhões.
Tolói fez sua estreia pelos Giallorossi em sua vitória por 2–1 contra o Torino em 25 de março de 2014, jogando os 90 minutos no lugar do suspenso Medhi Benatia.

### Retorno ao São Paulo
No dia 29 de junho de 2014, retornou ao São Paulo após à Roma não se manifestar para adquirir os direitos econômicos do jogador.
Ele completou cem jogos pelo Tricolor em 30 de novembro, diante do Figueirense. Tolói foi eleito um dos melhores zagueiros do Campeonato Brasileiro pela Placar, conquistando a sua primeira Bola de Prata.

### Atalanta

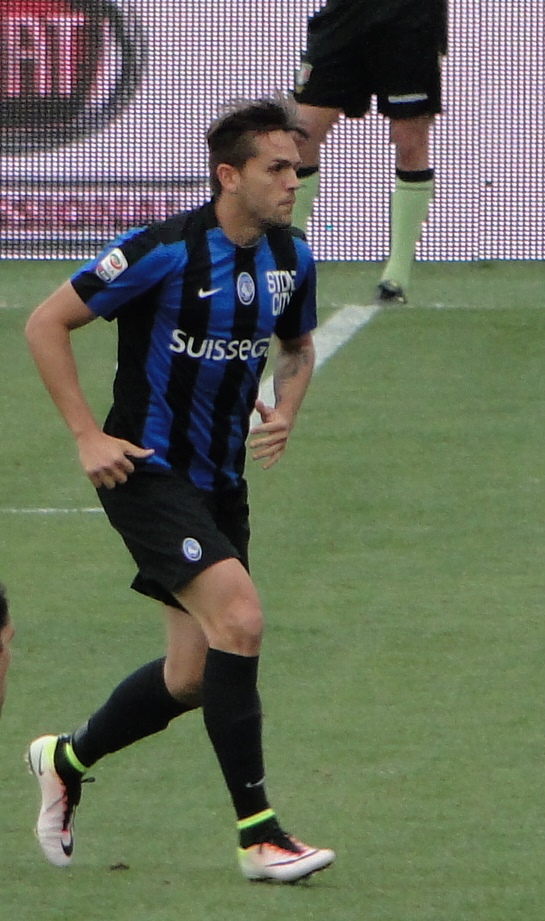
Rafael em 2016.

Em 22 de agosto de 2015, foi confirmada a venda de Rafael Tolói para a Atalanta por 14 milhões de reais. O São Paulo ficou com 25% do valor, que é a porcentagem que o Tricolor tinha de seus direitos econômicos, o equivalente a 3,5 milhões de reais.
Ele fez sua estreia em 13 de setembro, em um empate de 2–2 contra o Sassuolo, substituindo Gianpaolo Bellini aos 80 minutos. Em sua segunda partida, onze dias depois, ele foi titular e marcou o único gol, estabelecendo uma vitória por 1-0 sobre o Empoli.
Rafael tornou-se um dos grandes atletas que vestiu a camisa da Atalanta durante suas temporadas no clube. Em suas nove primeiras temporadas de Série A, o jogador superou a marca de 200 partidas, mas nunca chegou a brigar ativamente por títulos do Campeonato Italiano. Apesar disso, esteve presente em diversas campanhas que levaram o clube até a Liga dos Campeões, tendo ficado em 3º colocado na Liga em três oportunidade em nove temporadas.
Bem como no Brasil, Tolói voltava a conviver com algumas lesões no decorrer de suas temporadas europeias. Em 2019, enquanto estava de férias, tratava de um problema no tornozelo direito no Departamento Médico do Goiás, clube que ele torcia.
Tolói tornou-se capitão do Atalanta durante a temporada de 2020–21, após a saída de seu antecessor Papu Gómez. Em 2021, após anos servindo o time italiano, Rafael foi convocado à Seleção Italiana.
Jogando a Coppa Italia, o jogador esteve próximo de conquistar o troféu tradicional em três oportunidade em suas primeiras nove épocas no clube. No entanto, amargou o vice-campeonato para Lazio em 2019 e para Juventus em 2021 e 2024.
Por conta das ótimas campanhas do clube, Tolói pôde levar a Atalanta à sua primeira participação na Liga dos Campeões da UEFA ne época 2019–20. O time teve um começo difícil, perdendo suas três primeiras partidas na Fase de Grupos, mas recuperou-se e conseguiu um empate e duas vitórias nas demais partidas e se classificou às oitavas. Lá, eliminou o Valencia e por pouco não chegou às semifinais. O PSG perdia a partida por 1 a 0 até os 90 minutos, mas Marquinhos e Eric Maxim Choupo-Moting viraram o jogo nos acréscimos e passaram de fase.
Na Liga dos Campeões da UEFA de 2020–21, a equipe fizera uma magnífica campanha na Fase de Grupos, onde só perderam um jogo, para o Liverpool, e passaram em segundo lugar com 11 pontos. Todavia, nas oitavas, enfrentaram o Real Madrid e perderam ambos os jogos, com Rafael de capitão pela primeira vez na competição, e deixaram a competição.
Apesar de terem passado na Fase de Grupos nas duas últimas edições, o oposto aconteceu na época 2021–22. Rafael jogou todas as partidas que entrou em campo como capitão, mas viu o time italiano vencer apenas uma de seis partidas. Desse modo, não avançaram às oitavas pela primeira vez em sua história.
Em 22 de fevereiro de 2018, Tolói marcou pela primeira vez em uma competição da UEFA, contra o Borussia Dortmund nas oitavas de final da Liga Europa. A partida terminou com um empate em 1-1, o que não foi suficiente para a Atalanta passar para a próxima rodada. Após essa época de estreia, o time teve uma temporada regular na edição de 2021–22, mas foram eliminados para o RB Leipzig nas quartas de final.
Todavia, Tolói pôde conquistar seu primeiro troféu com o time italiano na Liga Europa da UEFA de 2023–24. O jogador fizera quatro partidas na fase de grupos, liderando o time, mas deixou de entrar nas fases seguintes por lesões e por opção do técnico. Contudo, mesmo de fora de diversos jogos, viu o time eliminar o Sporting, Liverpool e o Olympique de Marseille nas fases seguintes e enfrentaram o Bayer Leverkusen na decisão.
A equipe italiana fazia uma temporada memorável naquele período. O clube, que alcançara as finais da Liga Europa e da Coppa Italia, também estava ocupando uma posição alta na tabela da Série A, já que disputava ativamente uma vaga na Liga dos Campeões. Antes de concluir a época, o brasileiro, naturalizado italiano, comentou sobre as expectativas do elenco de Bérgamo:
| “                                          | É um momento extraordinário poder chegar na final da temporada disputando três competições. É especial dar sequência nesse crescimento do clube nos últimos anos, com bons resultados e novamente esse ano, final da Copa Itália, semifinal da Liga Europa e disputando uma vaga na Champions pela liga. É um ano extraordinário. Faltam poucas partidas, então é continuar concentrado para esta reta final. Com certeza a equipe vai estar preparada para chegar na final. Não pode ser diferente dos resultados que obtivemos nas últimas partidas. Temos que ter confiança. É um momento extraordinário para todos nós, para nossa cidade, torcedores, então temos que fazer um jogo com sabedoria para tentar passar para a final. [...] Em Bérgamo temos uma torcida muito fanática. Eles estão entusiasmados e é normal pelos resultados que obtivemos nas últimas partidas e nos últimos anos. É um objetivo nosso também, terminar bem essa temporada para eles (torcedores). Bergamo é uma cidade apaixonada por futebol, desde quando estou aqui, eles estão muito presentes em todos os momentos, bons ou ruins. Então, é um objetivo nosso tentar dar um presente especial para eles | ” |
| — Rafael Tolói sobre a temporada do clube. | |   |

Já o time alemão, comandado por Xabi Alonso, era o favorito para o confronto. O Leverkusen não havia perdido nenhum jogo naquela temporada, tendo conquistado muitas vitórias e empates nos acréscimos das partidas e havia vencido a Bundesliga daquela época, desbancando uma hegemonia de mais de uma década do Bayern de Munique. Apesar disso, Ademola Lookman superou o goleiro adversário três vezes e garantiu um placar de 3 a 0 para os italianos. Rafael entrou no minuto final de jogo e comemorou dentro de campo com seus companheiros.
No dia 27 de maio de 2025, após 10 anos vestindo a camisa da Atalanta, Tolói se despediu da Atalanta. O contrato dele com o clube se encerra no dia 30 de junho, mas o vínculo não será renovado.

### São Paulo (2ª passagem)
Em agosto de 2025, Rafael acerta seu retorno ao São Paulo FC, em um contrato válido até dezembro de 2026, com possibilidade de renovação por mais um ano, caso cumpra metas estabelecidas.

## Seleção Italiana
No dia 19 de março de 2021, o técnico Roberto Mancini convocou Rafael Tolói pela primeira vez para defender a Seleção Italiana em jogo válido pelas eliminatórias europeias para a Copa do Mundo FIFA de 2022. Sua primeira convocação veio um mês após a FIFA aceitar sua naturalização. Até então, Tolói havia defendido a Seleção Brasileira apenas pelas categorias de base.
Tolói foi um dos 26 convocados pelo técnico Roberto Mancini para a disputa da Eurocopa 2020. Na campanha, fizera algumas partidas como lateral direito e deixou de entrar em campo na semifinal, onde viu Jorginho, outro ítalo-brasileiro, garantir o time na decisão após converter o último pênalti da partida. Do banco de reservas, viu Gianluigi Donnarumma defender a última cobrança da Inglaterra e garantir o título italiano após outra disputa por pênaltis.
Por conta de sua conquista com a Seleção, Rafael Tolói e os demais representantes da Itália na Euro de 2020, receberam do Presidente Italiano (Sergio Mattarella) a honra motu prorpio da Ordem do Mérito da República Italiana em sinal de reconhecimento à conquista coletiva.

## Estatísticas

### Clubes
Atualizado até 14 de maio de 2021.
| Clube             | Temporadas        | Liga              | Liga  | Liga | Estadual | Estadual | Copa  | Copa | Continental | Continental | Outros | Outros | Total | Total |
| Clube             | Temporadas        | Divisão           | Jogos | Gols | Jogos    | Gols     | Jogos | Gols | Jogos       | Gols        | Jogos  | Gols   | Jogos | Gols  |
| ----------------- | ----------------- | ----------------- | ----- | ---- | -------- | -------- | ----- | ---- | ----------- | ----------- | ------ | ------ | ----- | ----- |
| Goiás             | 2008              | Série A           | 0     | 0    | 3        | 0        | 0     | 0    | —           | —           | —      | —      | 3     | 0     |
| Goiás             | 2009              | Série A           | 20    | 2    | 8        | 1        | 3     | 0    | 1           | 0           | —      | —      | 32    | 3     |
| Goiás             | 2010              | Série A           | 26    | 0    | 15       | 4        | 5     | 0    | 8           | 0           | —      | —      | 54    | 4     |
| Goiás             | 2011              | Série B           | 35    | 1    | 19       | 6        | 4     | 1    | —           | —           | —      | —      | 58    | 8     |
| Goiás             | 2012              | Série B           | 7     | 3    | 18       | 3        | 8     | 2    | —           | —           | —      | —      | 33    | 8     |
| Goiás             | Total             | Total             | 88    | 6    | 63       | 14       | 20    | 3    | 9           | 0           | —      | —      | 180   | 23    |
| São Paulo         | 2012              | Série A           | 26    | 1    | —        | —        | —     | —    | 10          | 2           | —      | —      | 36    | 3     |
| São Paulo         | 2013              | Série A           | 15    | 0    | 14       | 1        | 0     | 0    | 9           | 0           | 2      | 0      | 40    | 1     |
| São Paulo         | 2014              | Série A           | 17    | 1    | —        | —        | 1     | 0    | 3           | 0           | —      | —      | 21    | 1     |
| São Paulo         | 2015              | Série A           | 13    | 0    | 10       | 0        | 0     | 0    | 8           | 0           | —      | —      | 31    | 0     |
| São Paulo         | Total             | Total             | 71    | 2    | 24       | 1        | 1     | 0    | 30          | 2           | 2      | 0      | 128   | 5     |
| Roma (Empréstimo) | 2013–14           | Serie A           | 5     | 0    | —        | —        | 0     | 0    | —           | —           | —      | —      | 5     | 0     |
| Atalanta          | 2015–16           | Serie A           | 24    | 1    | —        | —        | 0     | 0    | —           | —           | —      | —      | 24    | 1     |
| Atalanta          | 2016–17           | Serie A           | 32    | 0    | —        | —        | 3     | 1    | —           | —           | —      | —      | 35    | 1     |
| Atalanta          | 2017–18           | Serie A           | 31    | 1    | —        | —        | 3     | 1    | 5           | 1           | —      | —      | 39    | 2     |
| Atalanta          | 2018–19           | Serie A           | 21    | 1    | —        | —        | 3     | 0    | 5           | 1           | —      | —      | 29    | 2     |
| Atalanta          | 2019–20           | Serie A           | 33    | 2    | —        | —        | 0     | 0    | 7           | 0           | —      | —      | 40    | 2     |
| Atalanta          | 2020–21           | Serie A           | 29    | 2    | —        | —        | 3     | 0    | 8           | 0           | —      | —      | 40    | 2     |
| Atalanta          | Total             | Total             | 170   | 7    | —        | —        | 12    | 2    | 25          | 2           | —      | —      | 207   | 11    |
| Total da carreira | Total da carreira | Total da carreira | 334   | 15   | 87       | 15       | 33    | 5    | 64          | 4           | 2      | 0      | 520   | 39    |

¹Em competições continentais, incluindo jogos e gols da Copa Libertadores, Copa Sul-Americana, Recopa Sul-Americana e Liga Europa da UEFA.
²Em outros, incluindo jogos e gols em amistosos, Copa Audi, Eusébio Cup e Super Series.

### Seleção
Atualizado até 6 de julho de 2021.
| Ano  | Jogos | Gols |
| ---- | ----- | ---- |
| 2021 | 7     | 0    |

## Títulos
Goiás
- Campeonato Goiano: 2009, 2012

São Paulo
- Copa Sul-Americana: 2012[4]
- Eusébio Cup: 2013

Atalanta
- Liga Europa da UEFA: 2023–24

Seleção Brasileira
- Copa Sendai: 2008
- Campeonato Sul-Americano Sub-20: 2009

Seleção Italiana
- Eurocopa: 2020

### Prêmios individuais
- Seleção do Campeonato Goiano: 2010, 2011 e 2012
- Seleção da Copa Sul-Americana: 2012
- Bola de Prata: 2014